# Aspremont Ferdinánd
Graf Ferdinand Gobert Aspremont-Lynden von Reckheim, avagy magyarosan Aspremont Ferdinánd gróf (Reckheim, 1643 – Reckheim, 1708. február 7.), Rákóczi Julianna férje, magyar nemességet nyert, lotaringiai származású nemes.

## Életrajza
Ferdinand Aspremont-Reckheim von Linden gróf (1611–1665) és Elizabeth von Fürstenberg-Heiligenberg grófnő gyermekeként született a nagy múltú Aspremont családba. Pályája kezdetén előbb a bajor, azután az osztrák hadseregben szolgált. 1686-ban már altábornagyi rangban részt vett Buda ostromában. A következő évben  már Eszék várparancsnoka volt. 1689-ben ostrom alá vette Nagyváradot, nem sokkal ezután megkapta a főparancsnokságot a Belgrádban és környékén összegyűjtött csapatok felett.
1690-ben Belgrád ostromakor Aspremont katonái Köprülü Musztafa seregeinek több támadását is visszaverték, de a törökök sorra foglalták el a vár külső védműveit. Az altábornagy működését Bécsben alkalmatlannak ítélték, felváltására Charles Eugène de Croÿ herceg táborszernagyot küldték, de ő csak október elején érkezett a várba, amikor a védők helyzete már nagyon súlyosra fordult, a török aknászok már a vár fő falait kezdték aláaknázni. Október 8-án török tüzérségi belövések vagy aknarobbantások egymásután négy lőporraktárt repítettek a levegőbe, a védelem kilátástalanná vált, Aspremont gróf és Croÿ herceg a Dunán keresztül elmenekült a várból, amely még aznap elesett. A várban hátramaradt védőket a törökök lemészárolták.
Belgrád feladásáért Aspremont altábornagyot Bécsben perbe fogták, és fogva is tartották. Szabadságát rövid idő múlva visszanyerte ugyan, de újabb harctéri megbízást nem kapott. Bécsben maradt, ahol császári beleegyezés nélkül nőül vette Rákóczi Juliannát, II. Rákóczi Ferenc nővérét.
„Ha Isten Aspremont uramnak rendelte Juliánkat, arról én is mit tehetek?” – írta a császár ellen épp hadban álló Thököly Imre levelében nejének, a Bécsben, az Orsolya-szüzek zárdájában fogva tartott Zrínyi Ilonának.
Ezt követően Aspremont gróf szülőhelyén, Reckheim várában élt haláláig.

## Családja
Kétszer nősült, de első neje, Elizabeth von Nassau-Dillenburg 6 évnyi házasság és gyermek nélkül özvegyen hagyta. Másodszor 1691. június 24-én házasodott, ekkor Rákóczy Juliannát vette nőül. A nászpárt a menyasszony hivatalból kirendelt gyámja, Kolonics bíboros eskette. A házasságból hét gyermek is született, de közülük csak kettőről lehet tudni bővebben:
- Josef Gobert (1694-1720); neje: Charlotte Turinetti
- Karl Gobert Franz (1703-1749); neje: Eleonora Kokorzowa grófnő (1703-1747)